# Mercure (catena alberghiera)
Mercure è un marchio di una catena di Hotel di medio livello specializzata in hotel tradizionali e di proprietà di Accor. Mercure gestisce 810 hotel in 63 nazioni(2018).
Grand Mercure è il marchio premium internazionale di Mercure.

## Storia
Il primo hotel Mercure fu creato nel 1973 a Saint-Witz in Francia. Nel 1975, Mercure fu comprato dal gruppo Accor (then Novotel-SIEH) e divenne, nella strategia del gruppo, il marchio di livello medio complementare a Novotel.